# Iwan Durnowo
Iwan Nikołajewicz Durnowo, ros. Иван Николаевич Дурново (ur. 13 marca 1834 w woj. czernichowskim, zm. 11 czerwca 1903 w pobliżu Berlina, pochowany w Petersburgu) – rosyjski działacz państwowy, oficer armii carskiej.
Ukończył Michajłowską Szkołę Artylerii w Petersburgu. W latach 1863–1870 marszałek szlachty guberni czernihowskiej, w l. 1870–1882 gubernator guberni jekatierynosławskiej. Od 1882 wiceminister spraw wewnętrznych, w l. 1889–1895 minister tego resortu.
W czasie kierowania resortem przeprowadził kilka reform: o kierowaniu wsiami 1890, o ziemskich przedsiębiorstwach 1890, prawa miejskie 1892.
W latach 1895–1903 przewodniczący Komitetu Ministrów Imperium Rosyjskiego.